# تیم ملی بسکتبال اتریش
تیم ملی بسکتبال اتریش،تیم بسکتبال است که در رقابت های بین‌المللی نماینده اتریش است و توسط فدراسیون بسکتبال اتریش اداره می شود.

## تاریخچه

### قهرمانی اروپا ۱۹۴۷
اتریش برای اولین بار در مسابقات قهرمانی بسکتبال اروپا در قهرمانی اروپا ۱۹۴۷ به رقابت پرداخت و در رده دوازدهم از ۱۴ تیم قرار گرفت. در ابتدا این تیم در مرحله گروهی با تیمهای فرانسه و بلغارستان همگروه شد که هر دو دیدار خود را باختند،در گروه بازنده ها آنها آلبانی را شکستند تا در رده دوم این گروه قرار بگیرند و یک مسابقه برابر رومانی برای مکان های یازدهم تا دوازدهم برگزار کردند که اتریش پس از یک بازی طولانی بازنده شد.